# Carduus personata
Espèce
Classification phylogénétique
Le Chardon bardane (Carduus personata) est une espèce de plante à fleurs de la famille des Astéracées.

## Description
Le Chardon bardane est une plante vivace robuste de 50 cm à 2 m de haut à tige ailée pourvue d'épines courtes et à feuilles molles, blanches-cotonneuses sur le dessous, de forme lancéolée, dentées et pourvues de poils peu piquants. Les capitules sont de couleur rouge-pourpre et ont un diamètre de 1,5 à 2 cm. La floraison est estivale.

## Habitat et répartition
Le Chardon bardane est une plante montagnarde assez rare poussant sur calcaire ou basalte dans divers lieux humides (prairies, bois, mégaphorbiaies). Elle est présente dans certains massifs montagneux d'Europe centrale (Sudètes, Carpathes) et de l'est de la France (Jura, Alpes), ainsi que dans les Apennins et plus rarement en Auvergne (sol basaltique). Dans les Alpes, on peut la trouver à des altitudes comprises entre 500 et 2 300 m.